# Liste der portugiesischen Botschafter beim Heiligen Stuhl
Die Liste der portugiesischen Botschafter beim Heiligen Stuhl listet die Botschafter der Republik Portugal beim Heiligen Stuhl (Vatikan) auf.
Die Beziehungen zwischen dem Vatikanstaat und Portugal gehen auf die Gründung des unabhängigen Königreichs Portugal 1139 zurück, das der Heilige Stuhl mit der Päpstlichen Bulle vom 23. Mai 1179, der Bulle Manifestis probatum anerkannte.
Das Diplomatische Institut des portugiesischen Außenministeriums listet die portugiesischen Botschafter beim Heiligen Stuhl seit der Wiederherstellung der portugiesischen Unabhängigkeit ab 1640 auf, die Papst Clemens X. mit der Bulle Ex Literis 1670 anerkannte.
Die Beziehungen waren mehrmals unterbrochen, so zwischen 1728 und 1732 (Zwist zwischen dem absolutistischen König João V. und Papst Benedikt XIII.), von 1760 bis 1770 (aufklärerische Maßnahmen durch den Premierminister Sebastião José de Carvalho e Melo, der ab 1769 unter seinem Adelstitel „Marquês de Pombal“ bekannt wurde), von 1834 bis 1841 (anti-klerikale Maßnahmen in der Liberalen Revolution in Portugal und im folgenden Miguelistenkrieg), und schließlich von 1911 bis 1918 (anti-klerikale Maßnahmen nach Ausrufung der Ersten Portugiesischen Republik).

## Missionschefs
| Name                                                                   | Bild         | Amtszeit                              | Anmerkungen |
| Vatikanstadt                                                           | Vatikanstadt | Vatikanstadt                          | Vatikanstadt |
| ---------------------------------------------------------------------- | ------------ | ------------------------------------- | --- |
| Fernando Brandão                                                       |              | ab 1641                               | Geschäftsträger, leitete die Botschaft bis 1643 wiederholt bei Bedarf                                                   |
| Miguel de Portugal (Bischof von Lamego)                                |              | 20. November 1641 –17. Dezember 1642  | Botschafter |
| Vicente Nogueira                                                       |              | 1643–1654                             | Geschäftsträger, mehrmals abwesend                                                                                      |
| Pedro Valadares                                                        |              | 1643                                  | Geschäftsträger |
| Nicolau Monteiro                                                       |              | 1644–1646                             | diplomatischer Agent des Kirchenstaats und Minister ohne Geschäftsbereich                                               |
| Nuno da Cunha                                                          |              | 1645                                  | zwischenzeitlicher Geschäftsagent                                                                                       |
| Agostinho Castelete                                                    |              | 1646–1652                             | Status und Aufgabenbezeichnung nicht vermerkt                                                                           |
| Manuel Pacheco                                                         |              | 1646                                  | zwischenzeitlicher Geschäftsagent                                                                                       |
| António Vieira                                                         |              | 1647–1650                             | in geheimer Mission |
| Abt von Intin                                                          |              | 1648–1655                             | Status und Aufgabenbezeichnung nicht vermerkt                                                                           |
| Manuel Álvares Carrilho                                                |              | 1648–1650                             | Kirchenagent |
| Kardinal Orsini                                                        |              | 1651–1663                             | Status und Aufgabenbezeichnung nicht vermerkt                                                                           |
| Francisco de Sousa Coutinho                                            |              | 20. November 1655 –1658               | Botschafter, am 14. Dezember 1655 akkreditiert                                                                          |
| Gaspar de Gouveia                                                      |              | 1663 –1665                            | diplomatischer Agent |
| Francisco Manuel de Melo                                               |              | Dezember 1663 –Oktober 1664           | ohne offiziellen Aufgabenbezeichnung                                                                                    |
| Francisco de Villes                                                    |              | 1668                                  | diplomatischer Agent |
| João de Roxas de Azevedo                                               |              | 1669 (etwa ab April) –1670            | Gesandter |
| Francisco de Sousa (Conde de Prado, später Marquês de Minas)           |              | nach 19. Oktober 1669 –1671           | Sonder-Botschafter, am 13. Dezember 1669 akkreditiert                                                                   |
| Gaspar de Abreu de Freitas                                             |              | 1671                                  | Resident |
| Luís de Sousa (Bischof von Lamego, späterer Erzbischof von Braga)      |              | 1676– 21. Juni 1682                   | Sonder-Botschafter, am 16. Februar 1676 akkreditiert                                                                    |
| Domingos Barreiros Leitão                                              |              | 1683–1691                             | Resident |
| António do Rego                                                        |              | 1688–1692                             | vermutlich Resident |
| Bento da Fonseca                                                       |              | 1692 4. Juli 1698                     | Resident |
| António do Rego                                                        |              | 4. Juli 1698 –1705                    | vermutlich Resident |
| André de Melo e Castro (ab 1718 auch Conde de Galveias)                |              | 10. Dezember 1707 –1718               | Sondergesandter |
| Rodrigo de Sá Almeida e Meneses (Marquês de Fontes)                    |              | 21. Mai 1712 –17. Januar 1718         | Sondergesandter, am 8. Juli 1716 akkreditiert                                                                           |
| André de Melo e Castro (ab 1718 auch Conde de Galveias)                |              | 1718 –17. März 1728                   | Botschafter, am 19. Juni 1718 akkreditiert                                                                              |
| Pedro da Mota e Silva                                                  |              | 1721 –20. März 1728                   | Gesandter |
| José Maria da Fonseca e Évora                                          |              | 1730 –1. Oktober 1741                 | Ministro Plenipotenciário                                                                                               |
| Manuel Pereira de Sampaio                                              |              | 1740–1742                             | Geschäftsträger |
| Manuel Pereira de Sampaio                                              |              | 1742–1749                             | Ministro |
| Manuel Pereira de Sampaio                                              |              | 1749 –Februar 1750                    | Ministro Plenipotenciário                                                                                               |
| António Cabral                                                         |              | Februar 1750 –8. Oktober 1750         | diplomatischer Agent |
| António Freire de Andrade Encerrabodes                                 |              | 8. Oktober 1750 –30. Mai 1756         | Ministro, am 24. Oktober 1750 akkreditiert                                                                              |
| Francisco de Almada e Mendonça                                         |              | 30. Mai 1756 –März 1757               | ohne offiziellen Aufgabenbezeichnung                                                                                    |
| Francisco de Almada e Mendonça                                         |              | 1757 –27. Juli 1758                   | Ministro |
| Francisco de Almada e Mendonça                                         |              | 1758 –7. Juli 1760                    | Ministro Plenipotenciário                                                                                               |
| Francisco de Almada e Mendonça                                         |              | 1770 –August 1774                     | Ministro Plenipotenciário                                                                                               |
| Visconde de Vila Nova do Souto D'El Rei                                |              | um August 1774 –9. Februar 1779       | Ministro Plenipotenciário                                                                                               |
| Henriques de Meneses (ab 1781 auch Marquês do Louriçal)                |              | Februar 1779 –2. Juli 1782            | Ministro Plenipotenciário, am 9. Februar 1779 akkreditiert, verließ am 10. Januar 1782                                  |
| José Pereira de Santiago                                               |              | 1782–1783                             | Geschäftsträger |
| Diogo de Noronha                                                       |              | 11. Juni 1782 –30. September 1787     | Ministro Plenipotenciário                                                                                               |
| José Pereira de Santiago                                               |              | 1786 –Dezember 1788                   | Geschäftsträger |
| João Teotónio de Almeida Beja e Noronha de Melo e Castro               |              | 1788 –3. August 1790                  | Ministro Plenipotenciário, am 9. Dezember 1788 akkreditiert                                                             |
| Alexandre de Sousa e Holstein                                          |              | 1790 –16. Oktober 1796                | Sondergesandter und Ministro Plenipotenciário, am 6. Dezember 1790 akkreditiert                                         |
| Luís Álvares da Cunha e Figueiredo                                     |              | 26. Juni 1792 –1802                   | Geschäftsträger |
| Alexandre de Sousa e Holstein                                          |              | 1796 –22. Juli 1800                   | Botschafter |
| Alexandre de Sousa e Holstein                                          |              | 19. September 1802 –12. Dezember 1803 | Sonder-Botschafter, am 22. September 1802 in Privataudienz und am 21. Oktober 1802 in öffentlicher Audienz akkreditiert |
| Pedro de Sousa Holstein                                                |              | 13. Dezember 1803 –2. Juni 1805       | Geschäftsträger |
| José Manuel Pinto de Sousa                                             |              | 2. Juni 1805 –26. März 1818           | Sondergesandter und Ministro Plenipotenciário, am 3. Juni 1805 akkreditiert                                             |
| Luís Álvares da Cunha                                                  |              | 1814–1818                             | Geschäftsträger |
| Conde de Funchal                                                       |              | 5. April 1816 –1817                   | Sonder-Botschafter, am 30. April 1816 akkreditiert                                                                      |
| Luís Álvares da Cunha                                                  |              | 1818                                  | Geschäftsträger |
| Pedro de Melo Breyner                                                  |              | 24. Juli 1819 –8. Juli 1821           | Sondergesandter und Ministro Plenipotenciário                                                                           |
| José Severino Maciel da Costa                                          |              | 1821–1822                             | Geschäftsträger |
| João Pedro Miguéis de Carvalho                                         |              | 1822–1824                             | Geschäftsträger |
| Carlos Matias Pereira                                                  |              | 15. Mai 1822 –August 1823             | Geschäftsträger, am 22. August 1822 akkreditiert                                                                        |
| José Amado Grehon                                                      |              | August 1823 –25. Juni 1824            | Geschäftsträger |
| João Pedro Miguéis de Carvalho e Brito (später Barão de Venda da Cruz) |              | Juni 1824 –1824                       | Geschäftsträger, am 25. Juni 1824 akkreditiert                                                                          |
| Conde de Funchal                                                       |              | 30. November 1824 –1828               | Botschafter, am 6. Dezember 1824 akkreditiert, 1828 aus den Staatsdiensten entlassen                                    |
| João Miguéis de Carvalho e Brito                                       |              | August 1828 –20. Juni 1840            | Geschäftsträger |
| António de Almeida Portugal (Marquês de Lavradio)                      |              | 1829–1834                             | Sonder-Botschafter, am 21. September 1831 akkreditiert                                                                  |
| Visconde da Carreira                                                   |              | 1835                                  | Ministro Plenipotenciário, vor einer Akkreditierung wurde seine Benennung am 4. Juni 1835 widerrufen                    |
| Jorge Hussom da Câmara                                                 |              | 26. März 1838 –31. August 1838        | Geschäftsträger |
| João Pedro Migueis de Carvalho (Barão da Venda da Cruz)                |              | 1. September 1838 –5. August 1841     | Geschäftsträger |
| Visconde da Carreira                                                   |              | 20. Juni 1840 –16. November 1841      | Ministro Plenipotenciário                                                                                               |
| João Pedro Migueis de Carvalho (Barão da Venda da Cruz)                |              | 5. August 1841 –11. November 1853     | Ministro Plenipotenciário                                                                                               |
| Jorge Husson da Câmara                                                 |              | 12. November 1853 –24. Mai 1856       | Geschäftsträger |
| Conde da Ponte                                                         |              | 1854 –24. November 1855               | Ministro Plenipotenciário                                                                                               |
| José de Vasconcelos e Sousa                                            |              | 24. Mai 1856 –2. März 1857            | Ministro Plenipotenciário                                                                                               |
| João Husson da Câmara                                                  |              | 2. März 1857 –20. Mai 1858            | Geschäftsträger |
| Visconde de Alte                                                       |              | 7. August 1857 –29. Juni 1858         | Sondergesandter und Ministro Plenipotenciário in Sondermission, am 8. August 1857 akkreditiert                          |
| Visconde de Alte                                                       |              | 29. Juni 1858 –5. November 1862       | Ministro Plenipotenciário, am 5. Juli 1858 akkreditiert                                                                 |
| Herzog von Saldanha                                                    |              | 20. November 1862 –10. Januar 1869    | Botschafter |
| Luis de Quillinan                                                      |              | 11. Januar 1869 –18. November 1869    | Geschäftsträger |
| Barão Ferreira dos Santos                                              |              | 19. November 1869 –6. Dezember 1869   | Geschäftsträger |
| Conde de Lavradio                                                      |              | 7. Dezember 1869 –1. Februar 1870     | Ministro Plenipotenciário                                                                                               |
| Barão Ferreira dos Santos                                              |              | 2. Februar 1870 –20. Juli 1870        | Geschäftsträger |
| Conde de Tomar                                                         |              | 21. Juli 1870 –1. Dezember 1877       | Ministro Plenipotenciário, verließ am 10. Juli 1877 seinen Posten                                                       |
| Conde de Tomar                                                         |              | 31. Dezember 1877 –30. September 1885 | Botschafter, verließ am 1. September 1885 seinen Posten                                                                 |
| Augusto de Andrade                                                     |              | 1. September 1885 –7. November 1885   | Geschäftsträger |
| João da Silva Ferrão de Carvalho Martens                               |              | 7. November 1885 –15. November 1895   | Botschafter, am 14. November 1885 akkreditiert                                                                          |
| Zweiter Herzog von Martens Ferrão                                      |              | 15. November 1895 –14. März 1896      | Übergangs-Geschäftsträger                                                                                               |
| Miguel Martins Dantas                                                  |              | 14. März 1896 –2. Februar 1910        | Botschafter, am 21. März 1896 akkreditiert                                                                              |
| Francisco Quintela de Sampaio                                          |              | 29. Januar 1910 –31. Juli 1910        | Übergangs-Geschäftsträger                                                                                               |
| Joaquim Pedro Martins                                                  |              | 8. September 1919 –1. April 1924      | Ministro Plenipotenciário, am 20. September 1919 akkreditiert                                                           |
| Augusto de Castro Sampaio Côrte Real                                   |              | 18. Juli 1924 –2. August 1929         | Ministro Plenipotenciário, am 22. Juli 1924 akkreditiert                                                                |
| Henrique Trindade Coelho                                               |              | 7. Oktober 1929 –8. Oktober 1934      | Ministro Plenipotenciário, am 12. Oktober 1929 akkreditiert                                                             |
| José Weinholtz de Bivar Brandeiro                                      |              | 8. Oktober 1934 –14. Januar 1935      | Geschäftsträger |
| Alberto de Oliveira                                                    |              | 14. Januar 1935 –22. Januar 1936      | Ministro Plenipotenciário, am 31. Januar 1935 akkreditiert                                                              |
| Vasco Francisco Caetano de Quevedo                                     |              | 26. Januar 1936 –15. August 1940      | Ministro Plenipotenciário, am 24. März 1934 akkreditiert                                                                |
| António Faria Carneiro Pacheco                                         |              | 30. September 1940 –25. März 1946     | Botschafter, am 20. Oktober 1940 akkreditiert                                                                           |
| Pedro Tovar de Lemos                                                   |              | 4. Mai 1946 –19. Juli 1950            | Botschafter, am 8. Juni 1946 akkreditiert                                                                               |
| José Nosolini Pinto Osório da Silva Leitão                             |              | 30. Oktober 1950 –19. Februar 1954    | Botschafter, am 23. November 1950 akkreditiert                                                                          |
| Francisco de Calheiros e Meneses                                       |              | 19. Februar 1954 –20. Januar 1958     | Botschafter, am 24. Februar 1954 akkreditiert                                                                           |
| Vasco Pereira da Cunha                                                 |              | 4. Februar 1958 –19. Mai 1961         | Botschafter, 1958 akkreditiert                                                                                          |
| António Augusto Braga Leite de Faria                                   |              | 27. Juni 1961 –25. November 1968      | Botschafter, am 7. Juli 1961 akkreditiert                                                                               |
| Eduardo Brazão                                                         |              | 16. Dezember 1968 –27. April 1974     | Botschafter, am 21. Dezember 1968 akkreditiert                                                                          |
| José Thomaz Cabral Calvet de Magalhães                                 |              | 18. Juni 1974 –20. September 1980     | Botschafter, am 20. August 1974 akkreditiert                                                                            |
| Gonçalo Luís Maravilhas Correia Caldeira Coelho                        |              | 1. Januar 1981 –6. September 1983     | Botschafter, am 29. Januar 1981 akkreditiert                                                                            |
| João Clara Quintela Paixão                                             |              | 9. Juni 1983 –21. Dezember 1983       | Übergangs-Geschäftsträger                                                                                               |
| Helder de Mendonça e Cunha                                             |              | 21. Dezember 1983 –10. April 1986     | Botschafter, am 23. Dezember 1983 akkreditiert                                                                          |
| João de Sá Coutinho Rebelo de Sotto Maior                              |              | 13. Mai 1986 –26. Januar 1993         | Botschafter, am 6. Juni 1986 akkreditiert                                                                               |
| António Augusto Medeiros Patrício                                      |              | 1993–1996                             | Botschafter, am 20. Februar 1993 akkreditiert                                                                           |
| António D’Oliveira Pinto da França                                     |              | 22. Januar 1996 –19. Oktober 2000     | Botschafter, 1996 akkreditiert                                                                                          |
| Pedro José Ribeiro de Menezes                                          |              | 31. Oktober 2000 –24. August 2004     | Botschafter |
| João Alberto Bacelar Rocha Páris                                       |              | 17. September 2004 –30. Juni 2010     | Botschafter |
| Manuel Tomás Fernandes Pereira                                         |              | 27. September 2010 –1. April 2014     | Botschafter |
| António Carlos Carvalho de Almeida Ribeiro                             |              | 11. März 2013 –8. September 2017      | Botschafter, am 18. April 2013 akkreditiert                                                                             |
| António José Emauz de Almeida Lima                                     |              | seit 18. Oktober 2017                 | Botschafter, am 25. November 2017 akkreditiert                                                                          |